# Wanna Be A Dreammaker
〈wanna Be A Dreammaker〉는 일본의 팝 밴드 globe의 13번째 싱글 앨범으로, 1998년 9월 2일 발매되었다. (8cm CD: AVDG-71013) 곡의 가사는 마크 팬서 (MARC)와 코무로 테츠야가 썼으며, 작곡과 편곡은 모두 코무로가 맡았다. 당시 "BRAND NEW globe 4 SINGLES"라고 이름 붙은, 싱글을 4장 연속 발매하는 기획의 첫 타자로서 발매되었는데, 이 네 장의 싱글은 네 번째로 발표된 〈Perfume of love〉 (2위)를 제외하고 모두 오리콘 1위를 기록했다. 1998년 10월 26일자 오리콘 차트에는 이 4장의 싱글이 모두 오리콘 차트 10위권 이내에 올라와있는 진풍경을 연출하는데, "한 아티스트"의 "발매일이 전부 다르며", "재발매된 작품이 아닌" 싱글이 상위 10위안에 네 곡이 들어있는 경우는 이 때가 최초이며, 현재까지도 깨어지지 않는 기록이다. 한편 이 곡은 NISSEKI (日石, 일본석유)의 'Ena 카드' 캠페인 광고의 삽입곡으로 쓰였다.
이 싱글의 초회한정반은 globe가 발매했던, 일반적인 싱글 앨범들과는 내부가 조금 다르게 생겼는데, 전술했던 4장의 연속 발매되는 작품의 모든 CD를 수납할 수 있는 구조로 이루어져 있다. 또한, 발매된 4장의 싱글은 각각 응모권이 들어있었는데, 이들을 모두 모아 보내면 비매품 싱글인  〈winter comes around again〉을 응모자 전원에게 보내줬다.
곡의 뮤직비디오는 네 작품 모두 일관되게 악몽을 주제로 제작되었고, 이 곡은 그룹의 보컬리스트 "KEIKO가 본 악몽"을 소재로 하고 있다. globe는 이 곡으로 1998년에 있었던 제40회 일본레코드대상에서 처음으로 대상을 수상했다. 또한 동년 9월에 일본레코드협회에서 플래티넘 (당시 기준, 40만 장 이상)을 인정받기도 했다.
2015년 globe의 첫 트리뷰트 음반 《#globe20th -SPECIAL COVER BEST-》가 발매되었으며, 이 음반엔 TRF가 부른 〈Wanna Be A Dreammaker〉가 수록되어 있다.

## 수록곡
| #            | 제목                                              | 작사                 | 작곡          | 편곡          | 재생 시간 |
| ------------ | ------------------------------------------------- | -------------------- | ------------- | ------------- | --------- |
| 1.           | 〈〈wanna Be A Dreammaker〉〉 (Straight Run)      | 코무로 테츠야 / MARC | 코무로 테츠야 | 코무로 테츠야 | 6:17      |
| 2.           | 〈〈wanna Be A Dreammaker〉〉 (Sigmund Freud Mix) |                      |               |               | 7:14      |
| 3.           | 〈〈wanna Be A Dreammaker〉〉 (Instrumental)      |                      |               |               | 5:33      |
| 총 재생 시간 | 총 재생 시간                                      | 총 재생 시간         | 총 재생 시간  | 총 재생 시간  | 18:24     |